# Sara Mortensen
Pour les articles homonymes, voir Mortensen.
Sara Mortensen, née le 10 décembre 1979 à Paris, est une actrice franco-norvégienne.
Elle est connue pour avoir tenu le rôle de Coralie Blain de 2012 à 2019 dans le feuilleton télévisé Plus belle la vie et, depuis 2019, celui d'Astrid Nielsen, autiste documentaliste experte en criminologie, dans la série policière Astrid et Raphaëlle.
Elle a aussi participé à la série de téléfilms policiers Les Mystères de... dans le rôle récurrent de la capitaine Emma Thélier en 2019 et 2021, et elle joue avec Gil Alma dans la mini-série dramatique L’Abîme en 2023.

## Biographie

### Famille
Sara Mortensen naît le 10 décembre 1979 à Paris, fille d'un père artiste plasticien et d'Elisabeth Mortensen une mère d'origine norvégienne , actrice, professeure et metteuse en scène de théâtre. Elle parle couramment français, norvégien et anglais.

### Formation
Après être sortie de l'École internationale bilingue, d'une année d'hypokhâgne et une maîtrise d'histoire, elle rejoint le cours Florent, de 2001 à 2004 et réalise un court-métrage : Facteur chance.

### Carrière
Elle joue au théâtre, à la télévision et au cinéma, dans les séries: Engrenages, Femmes de loi (2008), Joséphine, ange gardien (2014), Clem (2015) et au cinéma dans 15 ans et demi (2008), Un homme et son chien (2009), 30° Couleur (2012), Les Trois Frères : Le Retour (2014), Vicky (2015), Good Luck Algeria et L'Idéal (2016) de Frédéric Beigbeder. En 2016, elle est Cindy, cuisinière et rockeuse, dans la saison 2 de Chefs puis Kristina dans  Il a déjà tes yeux. En 2017, elle incarne une policière dans la saison 2 de Contact, sur TF1 puis en 2018 et 2019, dans les téléfilms Les Mystères de la basilique (avec Isabel Otero), puis dans Les Mystères du Bois Galant et Les Mystères de l'école de gendarmerie, sur France 3, de 2018 à 2020.
En juin 2019, sa participation à Plus belle la vie est interrompue,, et remplacée par Coralie Audret,,,. Sara Mortensen a été soutenue lors de cet épisode douloureux par plusieurs comédiens importants du feuilleton,,. Elle devient Astrid Nielsen, documentaliste autiste, dans la série policière Astrid et Raphaëlle, avec Lola Dewaere, et sa mère Elisabeth Mortensen, dans le rôle de la mère d'Astrid.

### Vie privée
Elle a été la compagne de Bruce Tessore, Nicolas Berger dans Plus belle la vie, qu'elle a rencontré durant le tournage de la série.
Elle a un fils d'une union antérieure.
Son fils, Aksel Rivière, joue son fils (Maël Boyer) dans la série O.P.J. (saison 6, épisodes 3 et 4).

## Filmographie

### Cinéma
- 2008 : 15 ans et demi de François Desagnat et Thomas Sorriaux : Barbara
- 2008 : Un homme et son chien de Francis Huster
- 2012 : 30° Couleur de Lucien Jean-Baptiste et Philippe Larue : l'universitaire blonde
- 2014 : Les Trois Frères : Le Retour de Didier Bourdon, Bernard Campan et Pascal Légitimus : femme du couple Miss Moss
- 2015 : Good Luck Algeria de Farid Bentoumi : directrice financière équipementier
- 2015 : Vicky de Denis Imbert : Pauline
- 2016 : Et pourquoi pas ? de Nicolas Fay et Blanche Pinon : Virginie (court métrage)
- 2016 : Il a déjà tes yeux de Lucien Jean-Baptiste : Kristina
- 2016 : L'Idéal de Frédéric Beigbeder
- 2017 : Honni soit qui mal y pense de Sarah-Laure Estragnat : la quatrième femme (court métrage)
- 2017 : La Deuxième Étoile de Lucien Jean-Baptiste : Brigitte, la scoring girl
- 2018 : Pupille de Jeanne Herry : la femme au visage émacié
- 2021 : Déflagrations de Vanya Peirani-Vignes : Camille

### Télévision

#### Séries télévisées
- 2007 : Paris, enquêtes criminelles : l'assistante Magalie (saison 1, épisode 7)
- 2008 : Engrenages : Marina Soltes (saison 2, épisode 2)
- 2009 : La vie est à nous : Elsa (7 épisodes)
- 2009 : Femmes de loi : Helle (saison 9, épisode 6)
- 2009 : Palizzi (saison 2, épisode 42)
- 2011 : Victor Sauvage : Isabelle (saison 1, épisode 3)
- 2011 : Le Jour où tout a basculé : Maud (saison 1, épisode 56)
- 2012 : Duo : Valérie Marauni (3 épisodes)
- 2012-2019 : Plus belle la vie : Coralie Blain #1 (261 épisodes)
- 2013 : VDM, la série (3 épisodes)
- 2015 : Joséphine, ange gardien : Amélie Spontini (saison 16, épisode 4 : Carpe Diem)
- 2016 : Chefs : Cindy (saison 2, 8 épisodes)
- 2017 : Contact : Louise Martel (4 épisodes)
- 2017 : Nina : Clara (saison 3, épisode 9)
- 2017 : On va s'aimer un peu, beaucoup... : Kim Rufo (saison 1, épisode 8)
- 2019 : Cassandre : Chloé Vannier (saison 3, épisode 3 : Sans condition)
- 2019-en cours : Astrid et Raphaëlle : Astrid Nielsen (41 épisodes)
- 2020 : Il a déjà tes yeux : Kristina (2 épisodes)
- 2020 : L'Art du crime : Estelle Domani (saison 4, épisode 2 : Danse de sang)
- 2021 : Crimes parfaits : Solène Guillou (saison 3, épisode 11 : Sur un arbre perché)
- 2022 : Tropiques criminels : Sandra Gauthier (saison 3, épisode 3 : Gros Raisins)
- 2023 : L'Abîme : Elsa Lacaze
- 2023 : Cannes police criminelle de Camille Delamarre : Delphine Devilly (épisode 1 : Bienvenue à Cannes)
- 2025 : O.P.J., épisode Le Fruit défendu : Jade Boyer

#### Téléfilms
- 2010 : 4 garçons dans la nuit : Hélène Caron
- 2011 : Ni vu, ni connu : Martine
- 2013 : Le Déclin de l'empire masculin : Armelle
- 2018 : Les Mystères de la basilique : Émilie
- 2019 : Les Mystères du Bois Galant : Emma Thélier
- 2021 : Les Mystères de l'école de gendarmerie : Emma Thélier
- 2022 : Le Saut du diable 2 : le Sentier des loups de Julien Seri : Gabrielle Martinot
- 2023 : Meurtres à Bayeux de Kamir Aïnouz : Clara Leprince
- 2025 : Meurtres aux Marquises de François Velle : Alba de Brucker
- 2026 : Filip de Laurent Tuel : Valérie Bourdin

#### Émission de télévision
- 2024 : Le Maître du Jeu sur TF1 : candidate